# サンドのぼんやり〜ぬTV
『サンドのぼんやり〜ぬTV』（サンドのぼんやり〜ぬテレビ）は、東北放送（tbcテレビ）の制作により、一部のTBS系列局で放送されているバラエティ（お笑い）番組である。愛称は『ぼんやり～ぬ』『ぼんや』。
制作局の東北放送では、2008年4月22日に放送を開始し、特に2020年7月11日放送分からの基本的な放送時間は、本放送ではかつての再放送枠だった土曜 17:00 - 17:30 （日本標準時、以下略）に移動となり、再放送ではかつての本放送枠だった土曜 0:15 - 0:45 （金曜深夜）に移動となり、本放送と再放送の基本的な放送時間を反転させた。その後、2023年春の改編では再放送の基本的な放送時間が28分繰り下がり土曜 0:43 - 1:13 （金曜深夜）に変更された。

## 概要
ラジオ番組では既にレギュラー放送の冠番組を持っていたサンドウィッチマン（以下、サンドと略す）にとって、2007年のM-1グランプリの覇者となって以降、テレビ番組としては初のレギュラーの冠番組である。宮城県内を中心に、サンドがいろいろなことを体を張って体験する番組であり、サンド自ら企画会議にも参加している。
番組タイトルは、サンドの伊達みきおが公式ブログを夜中に更新していた際、無意識に「ぼんやりぬ」と書き込んだことに由来している。2009年2月から3月までの約2カ月間は、東北6県ブロックネットで放送された。CS放送では、2009年10月4日よりTBSチャンネルで初回分からの放送が開始されたが、同年12月6日に19回目分の放送で打ち切りとなっている。

### 東日本大震災関連
2011年3月11日、気仙沼でのロケ中にスタッフ共々東日本大震災に遭遇し、その後およそ2カ月間、新規の番組制作・放映を休止していた。それ以降はバラエティ番組としての基本はそのままに、復興支援の要素も大きく取り入れている。サンドの二人とも個人的に好きな場所だったこともあり、2015年5月に閉館したマリンピア松島水族館にも定期的に訪れていた。
震災翌年の2012年より、番組では毎年3月11日に気仙沼を訪れており、サンドらが震災当日、スタッフと共に避難した場所である安波山で、震災発生時刻に黙祷を捧げるのが恒例となっている。

## 主なコーナー
- サンドの悩み相談室
  - 2008年5月6日開始。視聴者からの悩みに、ラジオ番組のDJスタイルで回答する。
- アフレコサンド 
  - 2008年4月22日開始。実写のキャラクターや映像に合わせてサンドが吹き替えをする。
- ぼんやり〜ぬ研究所 
  - 2008年7月8日開始。ブラジャーでおにぎりを作るなど、富澤いわく『FNS地球特捜隊ダイバスター』のようなコーナー。
- キャッツ・ガイ
  - 『キャッツ・アイ』にヒントを得た企画で[† 4]、（プロレスラーが着用するタイプの）黒いパンツ一丁の伊達・富澤が、ある建物内の所定のコースを、各々誰にも見つからないように注意しつつ目標のポイントを目指し、制限時間内に到達できれば賞金等が獲得できる、というもの。2014年7月18・25日深夜放送分では、放送300回（25日深夜放送分で達成）記念として児嶋一哉（アンジャッシュ）と髭男爵を迎え、仙台駅前のイービーンズ（エンドーチェーン）を舞台に「キャッツ・ガイ・スペシャル」（制限時間なし。到達までの時間を競う）として開催された。
- ぼんやり〜ぬスランバー
  - 2010年2月、2週連続で放映。伊坂幸太郎原作の同名小説を、オール仙台ロケにより映画化し、当時公開中だった『ゴールデンスランバー』に（タイアップではなく）便乗した企画で、仙台駅に連なる駅前通・青葉通・広瀬通・定禅寺通、そして晩翠通の中を徒歩で逃亡（移動）する富澤を、伊達と名久井麻利アナのチームが（富澤とは別の位置を起点として）追う、というもの。賞金は5万円で、2時間以内に捕まえられれば伊達・名久井チームが、最後まで捕まらなければ富澤が、賞金を手にすることができる。ただし富澤は囚人服風の出で立ちをし、伊達・名久井チーム宛の携帯メールアドレスの記されたプラカードを首から下げており、移動中、一般人から求められた写真撮影には必ず応じなければならず、その写真が伊達・名久井チームの元へ送信される可能性もある、という条件下で、仙台中心部を舞台にした逃亡と追跡のゲームが展開された。
- サンドのケータイ虎の穴 
  - 2009年2月3日 - 3月17日放送。
- ぼんやり〜ぬ遺産→ぼんやり〜ぬ遺産を探すZ!
  - 2010年10月開始。TBSテレビ『THE世界遺産』のパロディ企画。VTRの要所要所で映画『プロジェクトA』の主題歌が流れるが「二人とも特に思い入れは無い」（伊達談）とのこと。さらに2013年12月の企画再開以降は『ももいろクローバーZ』のパロディも加わり、ぼんやり〜ぬ遺産を探すZ!に改題された。
  - 宮城県内の市町村に行き、その市町村ならではの珍しい食[† 5]・人・文化・ものを紹介する企画。
  - 2010年10月の登米町（登米市内）編が第1弾で、基本的に前後編・2週連続で放映されている。1回のロケで10件“遺産”を見つけることと、最終的には全市町村（合併以前の区分の各市町村、および仙台市の各区すべて）を訪れることを目標としており、“認定”した場所等には、可能な範囲で足跡をかたどった“ぼんやり〜ぬステッカー”を貼らせてもらうことになっていて富澤はステッカーを貼る際に余ったゴミを遺産に認定された店の店主や場所の人物に押し付けるのも定番となっている。次に訪れる場所は、ロケの終わりに箱の中から市町村名の記された札[† 6]を引いて決めている。
  - 時にみられる、サンドの二人による各地のゆるキャラ（ご当地キャラ）いじりも名物のひとつとなっている。東日本大震災の発生によりしばらく休止していた[† 7]が、2013年12月より再開している。
  - 2016年に放送が400回を迎えた際には台湾ロケを敢行し「超(スーパー)ぼんやり〜ぬ遺産を探すZ! in台湾」と題して2週にわたり放送。番外編として栗原市を巡り狩野のぼんやり〜ぬ遺産も行われており狩野は手形シールを認定した場所に貼った。
- サンドのケンカ上等 
  - 2010年頃に数回放送。コワモテ風のスーツを着込んだ伊達・富澤が、それぞれ人間以外の“モノ”を罵倒しケンカを売るミニコーナー。その“モノ”が何なのかは、コーナーの最後に明かされる。
- 仙台偽タレント名鑑
  - 街頭などで有名人のそっくりさんを探す企画。
- 富澤たけし十番勝負 
  - 富澤が10個の無理難題に挑む（「指令を受けて挑戦」するのではなく、「『これをやってみせる!』と宣言した上で挑戦」する）企画であるが、その殆どは成功せず、毎回グダグダな展開となる。伊達には「視聴率2パーセントですけどね」と言われるものの、富澤は「コアなファンのための企画」と、まったく意に介していない。2週連続の前後編になることがある。
- 私の鉄板おみや大プレゼン大会
  - 宮城県出身の芸能人や宮城県で多く活動する各種有名人数名が自信をもって紹介できる宮城県のおみやげをプレゼンしそのおみやげを食べて自分がプレゼンしたおみやげ以外で一番おいしかったおみやげを決めて一番票数の多かったおみやげが「ベスト・オブ・鉄板おみや」となる。2016年1月の放送回では「第1回 私の鉄板おみや大プレゼン大会 グランドチャンピオン大会」と題し過去5回で「ベスト・オブ・鉄板おみや」の紹介をした人物5人に加えスペシャルゲストでさとう宗幸も登場した。2016年11月にはTBC女性アナウンサーのみによるおみや大プレゼン大会も実施されている。
- TBC夏まつり公開収録
  - 毎年7月に行われるtbc夏まつりにて公開収録を行い8月に放送。狩野英孝などのゲストが多く登場する。
- 楽天イーグルス支配下登録への道 
  - 楽天ファンである伊達がシーズンオフに楽天のファン感謝デーにて伊達が打撃テストなどを行い支配下登録を目指す企画。
- 宮城の至高の弁当を探すのだ 
  - 伊達原雄山がうまい弁当を求めて宮城県内の弁当店を訪ね歩く企画。
- 突撃！きになるグルメ 
  - 子供の頃から見かけてるが入った事の無い店に行って見ようという企画。
- サンドに聞きたいこと全て答えますSP
- 萬みきお心の音楽
- ○○の望み すべて応えますSP
- ぼんやり〜ぬ釣り部
- 突撃！社長メシ

## 出演者
- サンドウィッチマン
  - 伊達みきお
  - 富澤たけし
- 佐藤朱（tbcアナウンサー）
2023年4月22日放送分にて、熊谷望那アナの卒業発表のあと、4代目アシスタントとしてサンドウィッチマンが面接を行った。結果は「持ち帰り検討」とされたが、翌日4月23日には番組ホームページの写真に佐藤朱が掲載され、2023年4月29日からの出演が決定した。

ナレーター
- 飯野雅人（tbcアナウンサー）[† 8]
- 伊藤晋平（tbcアナウンサー）[† 9]
- 佐々木淳吾（tbcアナウンサー）[† 10]
- 粟津ちひろ（tbcアナウンサー）[† 11]

### ゲスト
- 狩野英孝
準レギュラー的に、定期的に出演している。TBC夏まつりでの公開収録、およびその際、深夜に生放送されるラジオ特番『サンドのぼんやり〜ぬラジオ』（tbcラジオのみ）[† 12]にも、ほぼ毎年ゲスト出演している。2014年の夏まつり公開収録で実施された「ぼんやり〜ぬ総選挙」では、大量のハンデによって得た票のおかげもあり、第1位を獲得した[† 13]。狩野の実家であり、実弟と共に自ら神主を務めている栗原市の櫻田山神社には、当番組の企画で制作された、サンドの二人と狩野の顔型をはめた像「ミヤギケンタウルス」が設置されている[† 14]。
- U字工事（益子卓郎・福田薫）
サンドと仲が良いこともあり、番組開始以来、かけ続けていたオファーが2013年9月放映分で実現。仙台市内と、福田の母方の実家のある柴田町でロケを行なった。2016年5月放映分の「ぼんやり〜ぬ遺産」多賀城ロケ編にも、同地に縁こそないもののゲストとして同行した。
- アンガールズ（田中卓志・山根良顕）
2015年1月放映分に登場。田中自身のプレゼンによる企画“第1回 田中ダービー”を2週連続でオンエア。「透明のアクリル板越しに、仙台の街頭で何人の女性とキスできる?」「“逆立ちカラオケ”で何点出せる?」など、田中が繰り広げるさまざまな挑戦の結果を対象に、サンドの二人と山根が賭ける、というもの。「富澤たけし十番勝負」をもしのぐ、壮絶かつグダグダな世界が展開された。
- じゅんいちダビッドソン
サンドとはお互い無名時代からの長い付き合い。かつてじゅんいちが組んでいたお笑いコンビ“アルパチ”時代の相方・林が後にサンドのマネージャーを務めるようになり、2015年、じゅんいちのR-1ぐらんぷり優勝直後には4人で祝勝会も開いている[1]。同年6月放映分（19・26日深夜）に、2週連続で出演。19日深夜放映分には、普段は番組に出演することのない林も登場し、じゅんいちと共に“アルパチ”時代のショートコントなどを披露した。
- ずん（飯尾和樹・やす）
2015年のTBC夏まつり公開収録分（7月収録、放映は8月）「真夏の灼熱大喜利祭り」に、狩野英孝と共にゲスト出演。気温が30度を超す炎天下、伊達が出題と進行役（袴田アナと共に）を務め、観客の反応も踏まえた上で回答が受けたらうちわを渡し、スベッたら（あらかじめ用意された中から）さらに上着を着込んでもらう、というルールで行われたこの大喜利では、富澤・狩野・やすが苦戦する中で飯尾が活躍し、最後まで上着を着込むことなく優勝した。
- 稲川淳二
- さがね正裕（X-GUN）
2014年のTBC夏まつり会場における公開収録（7月。放映は8月）での企画「ぼんやり～ぬ総選挙」の進行役として登場。手元に進行表があったにもかかわらず、サンドらレギュラー陣を呼び込む際、名久井アナを「わくいアナウンサー!!」と紹介してしまい、登場したレギュラー陣から一斉に突っ込まれていた。また2016年公開収録の大喜利企画には、下記の通り相方の西尾と共に出演。シュールな一発ギャグを連発し、観客を煙に巻いた。
- 西尾季隆（X-GUN）
2016年のTBC夏まつり公開収録分（7月収録、放映は8月）「真夏の灼熱大喜利祭り」に、体調不良の伊達に代わり、袴田アナと共に進行役として出演、出題および判定も担当した。
- 児嶋一哉（アンジャッシュ）
2014年7月放映の「放送300回記念2週連続キャッツ・ガイSP」[† 15]に出演。2週目(実質放送300回目)のトップバッターとして挑戦したため、ある意味豪華な感じとなっていた。
- オリエンタルラジオ
2008年6月、2週にわたって出演。「サンドの悩み相談室」コーナーに「M-1グランプリで優勝したい!」という夢を持つ若手お笑いコンビ“東洋無線”として登場、サンドに電話で相談する、という形でドッキリを仕掛けた[2]。
- 髭男爵
番組初期から、数多くゲスト出演している。準レギュラーを自称しており、山田ルイ53世の婚活企画（2009年12月）などがこれまでにオンエアされた他、2014年7月放映の「放送300回記念2週連続キャッツ・ガイSP」など、節目の回への出演も多い。ちなみに山田には、主にこの番組のみで披露される“ザッツ!!!”というギャグフレーズがある。
- ムーディ勝山
TBCラジオ『それいけミミゾー』でラジオカーを担当しており、2015年頃から不定期にゲスト出演（下部の“おくとぱす85”の項も参照）。
- あばれる君
- 響
- AMEMIYA
- 爆笑コメディアンズ
- トミドコロ
サンドの事務所の後輩で、クイズ企画などの進行役として頻繁に登場。伊達には“Mr.バーター”と呼ばれているが、MCとしての腕を徐々に上げて来ており、サンドの二人からの評価も高い。
- 三四郎（小宮浩信・相田周二）
2016年のTBC夏まつり公開収録分（7月収録、放映は8月）「真夏の灼熱大喜利祭り」に、同じ事務所の先輩・狩野英孝のピンチヒッターとしてゲスト出演。
- ワッキー貝山
主に東北エリアで活動しているローカルタレント。やはりクイズ企画の際の進行役などで、多く登場している。芸人としてはサンドの先輩にあたるが、番組内ではサンドの二人（特に伊達）から邪険（雑）に扱われるのがお約束となっている。電話出演[† 16]、写真のみの登場などでいじられることも多い。また本名で呼ばれることや出禁といじられることもある。
- 庄司恵子（民謡歌手）
第1回放送の定義山ロケで、門前町の「三角あぶら揚げ」で知られる豆腐店にサンドらが入ったところに、この豆腐店が実家である庄司が登場。その後もクイズ企画の優勝者に“祝福のキス”を与えるなど、折にふれ重要な役割で登場している。
- 中村雅俊
2011年9月、女川ロケの際、冒頭に電話出演。出身地である女川の現状（当時の状況）について話を聞いた。中村は「町の皆さん、まだまだカラ元気で、心からの笑顔が無い気がする。少しでも元気に、笑顔にしてあげて欲しい」と語った。
- 渡辺えり
2012年5月に電話出演。2011年5月、渡辺が名取市の避難所でミニライブを行った際出会った女性に「芸能人のサインが欲しい」と言われ、当時レギュラー出演していた『情報7days ニュースキャスター』の共演者であったビートたけし、安住紳一郎アナらに寄せ書き形式で色紙にサインをもらっていたものの、その後その避難所が閉鎖され、肝心の女性の行方が分からなくなってしまったため探してもらいたい、という、かねてからサンドが渡辺より受けていた依頼について、その詳細を聞いた。番組ではその情報をもとに名取市内の仮設住宅でその女性を捜し当て、色紙を手渡した。
- 森公美子
仙台市出身。2016年3月11日深夜放送分の名取ロケ編で初出演。中高生時代の同級生で、震災発生当時、名取の中学校で音楽の教師をしていた親友の女性を津波で亡くしており、初出演の際には、その女性の母親と訪問先で偶然の再会を果たすなど『ぼんやり〜ぬ』には珍しい感動編となっていた。
- 糸井重里
2014年3月放映の気仙沼ロケ編に登場。『ほぼ日刊イトイ新聞』での対談の際、サンドも糸井も3月11日に気仙沼にいることがわかり「会いましょう」と約束を交わしたことから出演が実現。『ほぼ日』初の支社「気仙沼のほぼ日」などでトークを展開した[3]。
- 鈴井貴之
2011年2月、3週連続で放映された札幌ロケ時に出演。番組の方向性などについて、アドバイスを受けた。
- さだまさし
2015年3月（撮影、放映とも）の気仙沼ロケ編に登場。震災以降、毎年3月10日に気仙沼でさだが開催しているチャリティ・ライブに、名久井アナと共にサンドがサプライズ出演した模様をVTRで紹介（会場：気仙沼市民会館）。さだに「せっかくセンターマイクがあるんだから……」と勧められ、舞台上でサンドは鉄板のショートコントなどを披露した。
- Chage
2012年2月放映の石巻ロケ編に登場。震災直後、渡波地区で行われた炊き出しをきっかけに始まった弁当店を運営する女性たちに、“石川優子とチャゲ”名義でのヒット曲「ふたりの愛ランド」の替え歌を“応援ソング”としてプレゼント。サンドらと弁当店のPRのため石巻日日新聞社を訪問し取材を受けると共に、コミュニティFM（臨時災害放送局）「ラジオ石巻」の番組にも生出演した。
- 南野陽子
- Rake
番組のオープニングテーマを制作[† 17]。
2012年4月10日深夜放送分より使用。2015年8月21日深夜放送分にて、同じ形式で新オープニングテーマを制作。同月28日深夜放送分から使用されている。
- ティーナ・カリーナ
- ニホンジン
2013年10月8日深夜放送分から、サンドの二人に取材して制作された楽曲「お笑い芸人」が、番組のエンディングテーマとして使用されている[† 18]。
- 熊谷育美
気仙沼出身・在住のシンガーソングライター。震災発生当日の2011年3月11日、番組としては未放映のままとなっている「ぼんやり〜ぬ遺産」気仙沼ロケにゲストとして参加していた[† 19]。震災以降も『ぼんやり〜ぬ』の震災関連特番などでサンドとは何度も共演しており、レギュラー版には2015年4月放映の「第3回 私の“鉄板おみや”大プレゼン大会」にゲスト出演、サメの心臓をスライスした気仙沼産の「星のジャーキー」をプレゼンした。
- Dorothy Little Happy
- 熊田曜子
仙台に仕事で来た際にたまたま番組を見て面白い番組だと思い自ら番組に出演交渉した。萩の月が好物であり、萩の月の工場見学を行った。
- 近藤しづか（『CanCam』専属モデル（当時。2013年、姉妹誌『AneCan』に移籍））
2011年10月放送分に登場。ロケ当日朝の『ウォッチン!みやぎ』に生出演した近藤からの、同年から沖縄で開催されている“琉球アジアコレクション（RACo）”の会場で、近藤ら出演者たちがメッセージを寄せた《東北応援フラッグ》を飾る場所を探して欲しい、という依頼を、番組経由で『ぼんやり〜ぬ』が受けることになり、近藤と共に仙台市内を探索、最終的にはライブハウス“darwin”に飾られた。ただし当初は富澤主導で動いたため、富澤がロケの合間に訪れている猫カフェ“天使のこねこネコ”など、向かった場所には若干、偏りがみられた。
- 澤井玲菜
七ヶ浜町出身のグラビアアイドル。2011年1月放映の大崎市古川ロケ編に登場した。
- はるな愛
- 大久保佳代子
- キンタロー。
- 氏田朋子（CBCアナウンサー（当時））
大久保とキンタロー。[† 20]、および氏田アナは、2013年4月、2週にわたって放送された名古屋ロケ時に登場。氏田アナは、CBCの入社試験を同時に受けて落ちた名久井アナとの対決企画に挑んだ。
- 水分貴雅（CBCアナウンサー兼アナウンス部部長）
名久井アナと氏田アナの対決企画の“審査委員長”を務め、氏田アナが「萩の月」、名久井アナが「ういろう」を食しての“食リポ対決”の、どちらも局アナとは思えないそのクオリティーの低さに「いま採用試験を受けたら、2人ともバツです!」と断言した。
- 梅田澪理（TUFアナウンサー（契約））
2015年10月放送の福島ロケ編に登場。MCを務めている『げっきんチェック』（2015年3月30日から2021年3月26日まで放送）生放送中のスタジオに、サンドの二人が乱入。その後、“同じ青山学院大学出身で同期”ということから対抗意識を燃やす袴田アナのため、対決企画を実施することに。低クオリティーの“食リポ対決”（梅田アナが「支倉焼」、袴田アナは「薄皮饅頭」をそれぞれ実食）をはじめとして、袴田アナに引けを取らないポンコツぶりを発揮する名勝負が展開された。
- 奥秋直人（TUFアナウンサー）
『げっきんチェック』MC。梅田アナと袴田アナの対決企画に、立会人兼審査員の一人として参加。一部の問題には解答者としても参加した。
- ヒッキー北風
ブリーフをフリップに見立てた、重ね履きでのネタ披露で知られるピン芸人。『げっきんチェック』MC担当が決まり、福島に移住。同番組生放送中のスタジオに乱入したサンドと、ほぼ素の状態で挨拶を交わした。
- 道広彩香（テレビユー山形・アナウンサー（当時））
2008年10月放映の「テレビユー山形御礼行脚」、および2010年6月放映の「山形番宣ツアー（前後編）」に登場。「山形番宣ツアー」では、山形に不案内な3人のため、案内役として（途中までではあったが）同行した。
- 八幡カオル
- 及川奈央
- 大泉逸郎
「山形番宣ツアー」の際、大泉の自宅およびサクランボ農園を訪問。大泉にお願いし、代表曲「孫」の、「上がる数字（視聴率）が　えびす顔」「ゆるい笑いを　届けたい」といった歌詞の替え歌を歌ってもらった。
- 水森かおり
「松島紀行」を歌った縁もあり、2010年11〜12月、3週にわたってオンエアされた松島町での「ぼんやり〜ぬ遺産」ロケ時に出演。サンドおよび名久井アナと共に、観光名所以外の穴場スポットや商店街のお店などを巡り、“松島ぶらり旅”を楽しんだ。ちなみに、水森とサンドは所属事務所が同じだった時期があり、サンドは水森のことを“姐さん（ねえさん）”と呼んで慕っている[† 21]。
- さとう宗幸
1995年より『OH!バンデス』（ミヤギテレビ）のMCを務め、宮城県では“宗さん”の愛称で広く親しまれている[† 22]。以前からオープニング・トーク等の中でサンドの二人にいじられる機会はあったものの、2016年1月放映の「第1回 私の“鉄板おみや” グランドチャンピオン大会」にスペシャルゲストとして飛び入り参加し、当番組への出演が実現。“賣茶翁（ばいさおう）”の「みちのくせんべい」をプレゼンした。
- 気仙沼ちゃん
1977〜1978年にテレビ『欽ちゃんのドンとやってみよう!』で人気者となり、その後気仙沼・大島で民宿を経営。大島でのロケ時、スペシャルゲスト的に登場した。
- 吉川団十郎
名取市出身、村田町在住[† 23]の、多方面で活動しているシンガーソングライター。ヒット曲に「ああ宮城県」。
- 白凰占子（はくおう・せんこ）
仙台を中心に活動している占い師。2015年9月放映の「乙女限定・お悩み相談しナイト」に回答役として出演。
- 立花陽三
楽天野球団代表取締役社長。楽天イーグルス関連の特集が組まれる時は、準レギュラー的に出演していた。2021年12月に退任。
- 楽天イーグルス 選手、監督、コーチ等。
- センダイガールズプロレスリング
代表の里村明衣子を中心に、カサンドラ宮城（頻繁に登場）ら所属選手が多く出演。
- YOU
2017年11月放映の塩釜ロケで「YOUは何しに塩釜へ?」のサブタイトルで、塩釜に詳しいタレントとして出演。
- 菊地亜美
2018年1月「宮城の至高の弁当を探すのだ第3弾」に出演。同時期にTBC制作で収録されたJNN9局ネットの特番にもサンドと出演している[4]。
- 石川太郎（TBCアナウンサー、ラジオ局アナウンス部専任部長（参事））
- 安東理紗（TBCアナウンサー）
「名久井アナ卒業ドッキリ企画」に、仕掛人の一人として登場。問題として出題された伊達と富澤の本名（共に名前の表記が漢字である）、生年月日、血液型をすべて正解し、サンドの二人を驚かせた。
- MONKEY MAJIK
仙台在住のロックバンド。2018年6月15日の回に出演。同年3月に袴田が番組を降板していたこともあり、Rakeに代わり、オープニングテーマを作成した[† 24]。
- 菅生翔平（TBCアナウンサー）
- 荒井美由起（元TBCアナウンサー）
- 薄井しお里（元TBCアナウンサー）
- 藤沢智子（TBCアナウンサー、取締役兼ラジオ局長）
2012年10月放映の「名久井アナ卒業ドッキリ企画」など、以前から多くの回にゲスト出演していたが、2015年5月8・15日深夜放送分の「ぼんやり〜ぬ遺産」名取編では、名久井麻利アナの“ピンチヒッター”として登場、ロケに同行した。
- 高橋厚（元TBCアナウンサー）
TBC時代には“アッチャマン”の愛称でラジオDJとして人気を得たほか、テレビのニュース番組などでも幅広く活躍。定年退職後、山元町在住。東日本大震災を機に誕生した、同町のコミュニティFM（臨時災害放送局）「りんごラジオ」のパーソナリティを担当。
- 尾崎尚之（気象予報士（私立TBC気象台））
- 冨田奈央子（元IBC岩手放送、現広島ホームテレビアナウンサー）
2013年11月19日深夜放送分の盛岡ロケ・前編で、『ウォッチン!プラス 絆みやぎ』出演のため、ロケに一部参加できなかった名久井の代わりにアシスタントとして同行した[† 25]。
- 久保史緒里(乃木坂46)
2022年6月11日・6月18日・6月25日の3回に渡って「ちゃんくぼの望みすべて応えますSP」で出演。この3回について、放送されていない地域での視聴希望が多くTVerにおいて、2022年8月5日から2週間限定で配信を行った。
- マツコ・デラックス、島崎和歌子
2023年11月22日にゴールデンタイムの特番「宮城にマツコさんがやってきてくれたからデラックスにおもてなししちゃうぞSP」に出演。定義山や塩釜、石巻、南三陸町などを巡った。

ほか

### その他
- 伊達武将隊
活動開始直後である、2010年9月放送分に登場。伊達政宗・支倉常長・おひなの3名を、ゲームセンター、家電量販店など、現代ならではの場所へと案内し、もてなした。ただし、彼・彼女らの時代になかったはずの言葉や仕草が出てしまったり、同様の事物や単語に即座に反応してしまった場合、その都度、現代風のアクセサリーを身につけるなどのペナルティが科せられ、とりわけ次第に違和感なく現代人と化して行く支倉常長は、“ツネ”と呼ばれるなどして大いにいじられた。
- 「べ」
八木山ベニーランドの「ベニーマーク」の覆面をしたショッカー風の妖精。東北学院大学アメリカンフットボール部の部員たちが扮した。この番組のロケで絶叫マシーンに乗った際、顔が取れてしまうというアクシデントが起きた。
- “ワタル先輩”・仙台市八木山動物公園の飼育員・松島町役場の職員ほか
仙台商業高校時代のサンドの先輩・同級生など[† 26]。
- 郷内心瞳
作家としても活動する、“拝み屋”で占い師。番組内では「郷内先生」と呼ばれている。仙台の心霊スポット検証企画に出演。以降、準レギュラー的に登場している。
- バイセップスマン高橋
フィットネストレーナー。「サンドの二人をダイエットさせよう!」企画に出演。以降、「郷内先生」同様、準レギュラー的に登場している（「郷内先生」と二人ワンセットでの出演もあり）。
- おくとぱす85
2011年5月より2013年3月まで、“宮城県住みます芸人”として活動したお笑いコンビ（旧コンビ名：スーパーギャルズ）。『ぼんやり〜ぬ』への出演自体なく、サンドとは一面識もなかったが、2015年4月放映の「第3回 私の“鉄板おみや”大プレゼン大会」でムーディ勝山が“牛タンラー油”をプレゼンした際、「これは、おくとぱす（85）に教えてもらった」と紹介し、“おくとぱす85（2013年解散）”のテロップと共に、彼らの写真が番組中、何度となく映し出された。この際チャンピオンとなったムーディは、2016年1月放映の「グランドチャンピオン大会」でも、やはり「おくとぱすからの紹介」として“金華さば 燻製生ハム”をプレゼン、グランドチャンピオンに輝いた。
- 坂下隆
石巻市長面地区在住のカキ漁師。以前から伊達のスケジュールと異なる時間帯や場所で「オープンカーに乗った伊達を目撃した[† 27]」「伊達に向かって手を振ったが振り返してくれなかった」等の情報が、サンドのラジオ番組や伊達のブログのコメントなどに数多く寄せられていた。その「正体」と思われる坂下氏とサンドが2018年11月23日の放送で初対面。顔型・髪型・メガネ・体型まで伊達と瓜二つのレベルでそっくりであり、放送前に伊達と富澤のブログに写真付きで紹介されたことで[5][6]、ネットでも大反響となり、AbemaTVや仙台放送からも別途取材を受け[7][8]、民放キー局の芸能ニュースにまで取り上げられた。

### 過去の出演者
- 名久井麻利（元TBCアナウンサー）
初代アシスタント。2015年5月22日深夜放送分をもって、スタートから支えてきた番組を“卒業”。番組内での愛称は“名久井ちゃん”。後に富澤が他の番組でも多用するようになったフレーズ・“スケベな女だな!!”を、一時は当番組の収録の度に浴び続けていた[† 28]。食リポの決まり文句は「うめくせえ～」。2014年4月、当番組内で一般男性と同年3月に入籍したことを発表[9]。2015年10月から、TBCでのアナウンサー業継続を予定し、産休・育休に入った[10][† 29]。2016年12月、TBCアナウンサーとして復帰[11]。“卒業”後もオープニング・トーク等で、サンドの二人から近況などが語られる機会がある。
2022年12月25日放送分にて、TBCを退社する名久井を番組に呼び「初代アシスタント名久井アナありがとうSP！！」を行った。
- 袴田彩会（元TBCアナウンサー）
2代目アシスタント。2015年5月22日深夜放送分にて、番組開始から出演してきた名久井麻利アナとの交代セレモニーを行い、翌週から第2代目アシスタントとして正式に出演[† 30]。2015年10月放送の福島ロケ編（後述）では、低クオリティーの食リポや足のニオイの“強さ”など、名久井アナの後継者として申し分のない“才能”を発揮した。番組内ではサンドらから“あやえ”と呼ばれることが多かった[† 31]。食リポで「ウマハラジャ～」の決めポーズが恒例だった。2018年3月30日深夜放送分で番組とTBCアナウンサーを卒業した。2018年10月のゴールデンSPにてゲスト出演。
- 三橋泰介（元TBCアナウンサー）
番組開始から2010年3月まで、ナレーターとして出演。
- 菊地舞美（元TBCアナウンサー）
名久井アナが出られない時に、進行役として複数回出演。また「名久井アナ卒業ドッキリ企画」では、仕掛人の一人として登場。名久井アナとの“食リポ対決”では、自らの名前を織り込んだ「うまいみー!」なるフレーズを繰り出した。ちなみにTBCへの正式入社前、2011年1月放映の古川ロケ編では菊地の実家の精肉店を訪れ、母親に話を聞いている。
- 若生哲旺（元TBCアナウンサー兼当番組製作責任者）
2013年8月放送の「ぼんやり〜ぬ納涼大喜利」に、“お題”を出す進行役として登場した。
- 熊谷望那（TBCアナウンサー）
3代目アシスタント。2018年3月30日深夜放送分にて、袴田彩会アナとの交代セレモニーを行い、4月13日深夜放送分から第3代目アシスタントとして正式に出演。2023年4月22放送分にて5年間勤めた番組卒業を発表。

## スタッフ
- CAM：檜野吉宏
- AUD：諏訪大征、山田隆太、森竜二
- EED：三浦強
- 構成：水野としあき
- ディレクター：岡崎千晴、渡部誠、今野大祐、石割大介、道澤稔典、星竜輔、涌澤玲央
- プロデューサー：佐々木慶、小林なつ子
- 制作 : 畠山督
- 製作著作：TBC東北放送

### 過去のスタッフ
- プロデューサー：佐藤智宏、若生哲旺、川村和弘
- 制作 : 石森勝巳

## ネット局・ネット配信

### 現在のネット局
| 放送対象地域 | 放送局                    | 放送期間                                                        | 放送日時（JST）               | 備考     |
| ------------ | ------------------------- | --------------------------------------------------------------- | ----------------------------- | -------- |
| 宮城県       | 東北放送（tbc）           | 2008年4月 -                                                     | 土曜 17:00 - 17:30            | 制作局   |
| 北海道       | 北海道放送（HBC）         | 2010年4月 - 2010年9月 2011年1月 - 2016年3月 2021年4月6日 - 現在 | 土曜 2:23 - 2:53 （金曜深夜） | [ † 33 ] |
| 福島県       | テレビユー福島（TUF）     | 2009年2月5日 - 2010年3月26日 2011年9月 - 現在                   | 土曜 15:30 - 16:00            | [ † 34 ] |
| 岩手県       | IBC岩手放送（IBC）        | 2009年1月7日 -9月30日 2013年10月5日 -現在                       | 木曜 0:58 - 1:28 （水曜深夜） | [ † 35 ] |
| 新潟県       | 新潟放送（BSN）           | 2012年2月 - 2013年3月 2013年11月 - 現在                         | 土曜 17:00 - 17:30            | [ † 36 ] |
| 青森県       | 青森テレビ（ATV）         | 2009年2月5日 - 3月26日 2017年4月 - 現在                         | 土曜 10:45 - 11:15            | [ † 37 ] |
| 山形県       | テレビユー山形（TUY）     | 2008年7月7日 - 2011年3月24日 2018年5月1日 - 現在                | 土曜 0:50 - 1:20 （金曜深夜） | [ † 38 ] |
| 富山県       | チューリップテレビ（TUT） | 2019年7月23日 -現在                                             | 火曜 1:10 - 1:40 （月曜深夜） | [ † 39 ] |
| 長野県       | 信越放送（SBC）           | 2023年11月26日 - 現在                                           | 日曜 6:15 - 6:45              |          |
| 日本全域     | 日本映画専門チャンネル    | 2018年7月8日 -                                                  | 日曜 0:00 - 0:30 （土曜深夜） | [ † 40 ] |

### 単発・短期間のネット局
放送開始以来、東北放送以外のいくつかのTBS系列局などにおいて、ネットもしくはピンポイントで放映されてはいたが、特に東日本大震災発生時の気仙沼でのロケ時に当番組のスタッフにより撮影されていた、地震発生から津波・火災発生までの様子を捉えた映像が全国ネットの報道特別番組などでオンエアされたことが契機となり、TBS系列のキー局であるTBSを含む、全国各地の系列各局などでも放映されるようになった。
- テレビ高知（2010年3月29日、4月1日、4月18日）
- TBSテレビ（2011年5月29日、6月11日、7月1日、7月7日<6日深夜> - 12月20日<19日深夜>）
- 山陰放送（2011年6月4日、6月11日、6月25日 - 打ち切り時期不明）
- 山陽放送[† 42]（2011年6月17日、6月24日、7月1日）
- RKB毎日放送（2011年6月14日、6月21日、8月12日）
- 静岡放送（2011年6月20日、6月27日）
- 熊本放送（2011年7月3日）
- 毎日放送（2011年7月29日、2011年10月17日 - 12月19日）
- 宮崎放送（2011年7月31日、8月14日、8月21日、9月11日、9月25日）
- テレビ山梨（2011年8月）
- 北陸放送（2011年8月28日、9月4日、9月25日 - 打ち切り時期不明）
- 秋田放送（日本テレビ系列、2009年2月3日 - 3月31日）
- TBSチャンネル（日本のCS放送局、2009年10月4日 - 12月6日）
- CBCテレビ (2011年7月31日 - 打ち切り時期不明)

中国放送では本番組をレギュラーで遅れネットした実績がないが（単発放送については不明）、自社制作のバラエティ番組『元就。』とのコラボレーションによる特別番組『ぶち広島vsいぎなり宮城 どっちがスゲェ県バトル!』を東北放送との2社共同制作で2018年12月9日（日曜日）14:00 - 15:24に放送した。またBS-TBSでも30分編集版を12月15日（土曜日）23:00 - 23:30に放送した。
- 出演：アンガールズ（田中卓志・山根良顕）・サンドウィッチマン・福田充徳（チュートリアル）・房野史典（ブロードキャスト!!）・住本明日香・庄司恵子・小日向えり・ドロンズ石本・うえむらちか・さいねい龍二・センダイガールズプロレスリング・中根夕希（中国放送アナウンサー）・安東理紗（放送当時東北放送アナウンサー）

### ネット配信
2020年8月29日よりU-NEXTの見放題サービスにて、毎週土曜正午に最新エピソードを配信中。2023年1月15日（東北放送における放送翌日）よりTVerにて最新エピソードが1週間限定で配信される。
| 配信元 | 更新時間     | 備考                                       |
| ------ | ------------ | ------------------------------------------ |
| U-NEXT | 土曜正午更新 | 2020年7月25日 - 同年12月12日放送分まで配信 |
| TVer   | 日曜正午更新 | 最新話限定で無料配信                       |

### 制作局における放送時間の変遷
| 本放送                                       | 本放送                        |
| 放送期間                                     | 放送日時（JST）               |
| -------------------------------------------- | ----------------------------- |
| 2008年4月 - 9月                              | 火曜 23:55 - 翌0:25           |
| 2008年10月 - 2010年3月                       | 火曜 23:59 - 翌0:29           |
| 2010年4月 - 2011年3月 2011年10月 - 2013年3月 | 火曜 23:50 - 翌0:20           |
| 2011年4月 - 9月                              | 水曜 0:05 - 0:35（火曜深夜）  |
| 2013年4月 - 9月                              | 水曜 0:10 - 0:40（火曜深夜）  |
| 2013年10月 - 2014年3月                       | 火曜 23:58 - 翌0:28           |
| 2014年4月 -2018年9月                         | 土曜 0:20 - 0:50 （金曜深夜） |
| 2018年10月 -2020年6月                        | 土曜 0:15 - 0:45 （金曜深夜） |
| 2020年7月 -                                  | 土曜 17:00 - 17:30 （本放送） |

| 再放送                 | 再放送                        |
| 放送期間               | 放送日時（JST）               |
| ---------------------- | ----------------------------- |
| 不明 - 2010年9月       | 土曜1:25 - 1:55（金曜深夜）   |
| 2010年10月 - 2011年3月 | 土曜2:00 - 2:30（金曜深夜）   |
| 2011年5月 - 2020年7月  | 土曜 17:00 - 17:30            |
| 2020年7月 - 2023年     | 土曜 0:15 - 0:45 （金曜深夜） |
| 2023年4月 -            | 土曜 0:43 - 1:13 （金曜深夜） |

## DVD
TCエンタテインメントよりリリース（レンタルあり）。
1. 「サンドのぼんやり〜ぬTV Vol.1 真夏のサンド・水着オリンピック!」（2009年8月5日）
2. 「サンドのぼんやり〜ぬTV Vol.2 富澤の血液型・34年目の真実!」（2009年8月5日）